# خانه جوانان یهود تهران
خانه جوانان یهود تهران مرکز فرهنگی جوانان یهودی در تهران است.این مرکز در سال ۱۳۵۵ شمسی (معادل ۵۷۳۷ عبری) به کمک انجمن کلیمیان تهران و نماینده یهودیان در مجلس تأسیس شد. اولین هیئت مدیره آن روح‌الله ربیعی، سیامک خاکشور، بیژن آصف و منوچهر آذری بودند. گروه موسیقی انجمن کلیمیان (کرال) نیز توسط این مجموعه تأسیس شد. همچنین نشریه نیت نیز توسط این مجموعه چاپ و منتشر می‌شود. این مجموعه به فعالیتهای فرهنگی نظیر برپایی تئاتر و نمایش، تورهای گردشگری و باستانشناسی و برپایی جشنهای بار میتصوا و بر میتصوا می‌پردازد. محل کنونی این مجموعه توسط ویکتوریا لاهیجانی اهدا شد و در خیابان بزرگمهر تهران واقع است.